# Life Eternal
 (mars 2016).
 (mars 2016).
Le contenu est difficilement compréhensible vu les erreurs de traduction, qui sont peut-être dues à l'utilisation d'un logiciel de traduction automatique.
Albums de Mayhem
Ordo Ad Chao
(2007) Esoteric Warfare
(2014)
Life Eternal est un EP du groupe de black metal norvégien Mayhem. 
qui contient 5 titres de l'album De Mysteriis Dom Sathanas; mais avec un enregistrement et un mixage différent. 
Saturnus Productions est la maison de disque d'Attila Csihar créée initialement pour la ressortie des œuvres de son ancien groupe Tormentor. Le label français Season of Mist s'est également occupé de la distribution. 

## Liste des titres
1. Cursed in Eternity - 05:07
2. Pagan Fears - 06:17
3. Freezing Moon - 06:19
4. Funeral Fog - 05:48
5. Life Eternal - 06:51

## Membre du groupe
- Hellhammer : batterie
- Euronymous : guitare
- Count Grishnackh : basse
- Attila Csihar : chant
- Snorre Ruch : paroles (édition)[1]